# Oxalis virgosa
Oxalis virgosa är en harsyreväxtart som beskrevs av Juan Ignacio Molina. Oxalis virgosa ingår i släktet oxalisar, och familjen harsyreväxter. Inga underarter finns listade i Catalogue of Life.